# Reta Vortaro
A Reta Vortaro (ReVo) egy általános eszperantó szótár az interneten.
Mind a címszavak eszperantó definíciói, mind pedig a nemzeti nyelvű fordítások, valamint további információk, mint például példamondatok, képek megtalálhatók benne. A nyelvi indexek mellett rendelkezik speciális indexekkel és szinonimaszótárral is.

## Története
A projektet 1997 végén kezdeményezte, technikailag Wolfram Diestel. Eredeti cél a PIV elektronikus változatának megteremtése lett volna, de a PIV szerkesztői érdeklődésének hiánya miatt a projekt egy külön online szótár létrehozását tűzte ki célul. Az egyik fontos forrása a Plena Vortaro de Esperanto. Az e-mail szerkesztése 1999 végén kezdődött.

## Működése
A szerkesztés online szerkesztőn vagy e-mailen történik. A szerkesztéshez regisztrálni kell az adminisztrátoroknál. A cikkek saját XML-ben vannak létrehozva. A szerkesztők és az érintett felek közötti beszélgetés levelezőlistán zajlik. A tartalom és az eszközök GPL engedéllyel érhetők el. 
A PIV és a ReVo közös történelmi alapokkal rendelkezik a Plena Ilustrita Vortaro de Esperanto anyagában. A fejlődés azonban különböző módon zajlott. Míg a PIV egy tökéletes általános szótárat próbál megadni a szókészlet és javaslatok elfogadásával, a ReVo inkább rögzíti a használt nyelvet. Megköveteli a szerkesztőktől, hogy legalább két forrást adjanak meg egy új szóhoz, amelyek közül legalább az egyik ne legyen szótár. Más szóval, míg a PIV bizonyos mértékig a nyelvhasználat előírását célozza, a ReVo inkább a leírás felé orientálódik.

## Fordítás
- Ez a szócikk részben vagy egészben  a   Reta Vortaro című eszperantó Wikipédia-szócikk ezen változatának fordításán alapul.  Az eredeti cikk szerkesztőit annak laptörténete sorolja fel. Ez a jelzés csupán a megfogalmazás eredetét és a szerzői jogokat jelzi, nem szolgál a cikkben szereplő információk forrásmegjelöléseként.